# Systematischer Code
Ein systematischer Code ist ein Code, der jedem Nachrichtenwort der Länge k ein Codewort der Länge n zuordnet, wobei das Nachrichtenwort explizit Teil des zugeordneten Codewortes ist.
Als Beispiel gelten Paritätsprüfungen, bei denen dem Nachrichtenwort ein oder mehrere Prüfbits angehängt werden.

## Beispiel
Ein systematischer [n,k,d]-Code kann zum Beispiel so aussehen: {\displaystyle C=\{(000),(011),(101),(110)\}}. Dieser Code ließe sich durch folgende Funktion beschreiben: {\displaystyle f:\{0,1\}^{2}\to \{0,1\}^{3}}. Und im Einzelnen hätten wir:
{\displaystyle \,(00)\mapsto (000)}, {\displaystyle \,(01)\mapsto (011)}, {\displaystyle \,(10)\mapsto (101)}, {\displaystyle \,(11)\mapsto (110)}.
Nun haben wir einen in 2 Stellen systematischen Code der Länge 3 mit dem Minimalabstand 2 (Hamming-Abstand); in Kurzschreibweise also einen [3,2,2]-Code.